# ألبرت سيوارد
ألبرت تشارلز سيوارد (بالإنجليزية: Albert Charles Seward) (9 أكتوبر 1863–11 أبريل 1941) عالم نبات وجليولوجيا بريطاني.